# Campoplex cavus
Campoplex cavus là một loài tò vò trong họ Ichneumonidae.